# Доходный дом Жуклевича
Доходный дом Жуклевича — историческое жилое и коммерческое здание во Владивостоке. Построено в 1911 году. Автор проекта — Г.Л. Фаерман. Историческое здание по адресу Светланская улица, дом 5 строение 2 сегодня является объектом культурного наследия Российской Федерации.

## История
Здание построено предпринимателем Жуклевичем в 1911 году по проекту архитектора Г.Л. Фаермана как доходный дом с торговыми, конторскими и жилыми помещениями, сдаваемыми в аренду.

## Архитектура
Здание трёхэтажное, из кирпича, П-образное в плане со стенами под штукатурку. Является характерным представителем эклектики конца XIX — начала XX вв. Главный фасад здания имеет симметричную трёхчастную композицию в виде двух равных фронтальных форм, соединённых западающей вставкой с арочным проездом во двор, выделенным мощным архивольтом. Фасады расчленены горизонтальной тягой на две неравные части, меньшая из которых на уровне верхнего этажа исполнена как аттик с узкими, часто расположенными окнами, а нижняя объединяет первый и второй этажи. Простенки между окнами декорированы барочными полуколоннами и пилястрами с символикой стиля модерн. Входы в торговые помещения первого этажа выделены арочными порталами.         